# تیلز (سونیک خارپشت)
مایلز تِیلز پراور که بیشتر با نام میانی خود «تِیلز» (به انگلیسی: Tails) شناخته می‌شود، یک شخصیت خیالی از سری سونیک خارپشت از سگا است. تیلز همچنین در مجموعه‌های اسپین‌آف، کتاب‌های کمیک، کارتون‌ها و فیلم‌های خودش ظاهر می‌شود. او دومین شخصیتی است که به‌طور مداوم در کنار سونیک در این سریال ظاهر می‌شود. نام «مایلز پراور» (انگلیسی: Miles Prower) یک جناس در زبان انگلیسی برای «مایل بر ساعت» (انگلیسی: Miles Per Hour) است، که اشاره‌ای به سرعت معروف سونیک دارد. او یک روباه دو دم است، از این رو لقب تِیلز (انگلیسی: Tails؛ دُم‌ها) را به او داده‌اند.
او که یک نابغه مکانیکی و خلبان ماهر است، می‌تواند با چرخاندن دم‌های خود مانند پروانهٔ بالگرد پرواز کند و در بازی‌ها و برنامه‌های تلویزیونی متعددی که توسط سگا ساخته شده‌است، پرواز می‌کند. او اولین بار در نوامبر ۱۹۹۲ با انتشار سونیک خارپشت ۲ شروع به کار کرد. در اواسط دهه ۱۹۹۰، او به عنوان شخصیت اصلی در تعدادی از بازی‌های اسپین آف معرفی شد: تیلز و موسیقی‌ساز برای سگا پیکو، و ماجراهای تیلز و اسکای‌پاترول برای سگا گیم گیر. در یک نظرسنجی رسمی از سگا در سال ۲۰۰۹، تیلز به عنوان سومین شخصیت محبوب در فرنچایز، پس از سونیک و شدو، رتبه‌بندی شد.

## مفهوم و خلقت

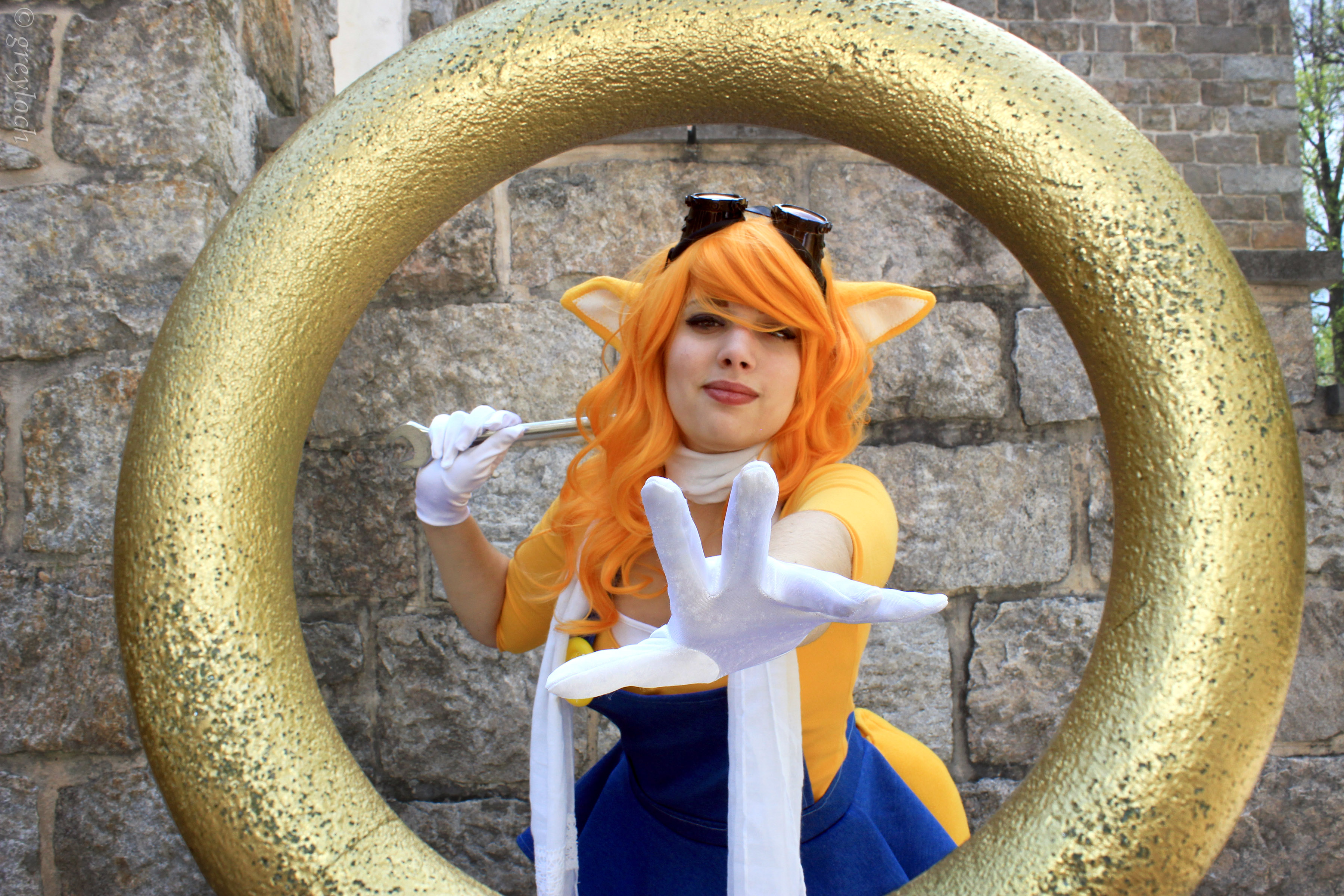
کازپلی تیلز

یاسوشی یاماگوچی، در اصل هنرمند اصلی و طراح منطقه برای سونیک تیم سگا، تیلز را برای یک مسابقه داخلی برای کمک به سونیک طراحی کرد. این شخصیت از یک کیتسون الهام گرفته شده بود، موجودی از فرهنگ عامه ژاپنی که در طول زمان چندین دم در آن رشد می‌کرد. این شخصیت همچنین به معنای «تحسین عمیق سونیک» بود.
در حالی که شرکت یاماگوچی برنده شد، سگای ژاپنی می‌خواست نام شخصیت را «مایلز پراور» بگذارد، در حالی که شرکت تابعه آمریکایی سگا نام مستعار «تیلز» را ترجیح می‌داد. سگای آمریکا یک پس‌زمینه جذاب برای این شخصیت ایجاد کرد تا شرکت مادر ژاپنی و سونیک تیم را متقاعد کند که او را «تیلز» نامگذاری کنند. یاماگوچی با استفاده از «مایلز پراور» به عنوان نام واقعی شخصیت به مصالحه خاتمه داد؛ بنابراین «تیلز» نام مستعار، و «مایلز پراور» نام کامل او خواهد بود.
این شخصیت به عنوان دوست صمیمی سونیک در دومین بازی فرنچایز معرفی شد و از آن زمان به عنوان یک شخصیت مهم باقی مانده‌است. با این حال، منحصربه‌فرد بودن این شخصیت تا زمانی که در سونیک خارپشت ۳ به بازیکنان قدرت کنترل پرواز او داده شد، ثابت نشد (اگرچه هوش مصنوعی باعث می‌شد تیلز وقتی از صفحه خارج می‌شد پرواز کند).
تیلز (همراه با سایر شخصیت‌های سونیک) توسط یوجی ناکا برای ماجراجویی سونیک دوباره طراحی شد. رنگ خز او به رنگ زرد تری تبدیل شد و ظاهر اولیه اش تغییر کرد و چشم‌های آبی به دست آورد.
در کتاب‌های کمیک آمریکایی سونیک، همراه با کارتون ماجراهای سونیک خارپشت، او در اصل قهوه‌ای تیره بود، اما هنرمندان کمیک و هنرمندان کارتون در نهایت تصمیم گرفتند این رنگ را تغییر دهند تا با بازی او مطابقت داشته باشد.